# Guido Grünheid
Guido Grünheid (* 25. Oktober 1982 in Jena) ist ein ehemaliger deutscher Basketballspieler. Grünheid wurde mit seinen verschiedenen Mannschaften insgesamt dreimal deutscher Meister und Pokalsieger. Als deutscher Nationalspieler war er Teilnehmer an der WM 2006 in Japan und der EM-Endrunde 2007 in Spanien.

## Karriere
Grünheids Basketballkarriere begann in seiner Heimatstadt in den Jugendmannschaften beim USV Jena und kurze Zeit später beim TuS Jena. Schon 1998 wurde er in die U18-Jugendnationalmannschaft berufen. Später spielte er auch in der U20-Juniorenauswahl.
In der Saison 2000/2001 wechselte der Jugendnationalspieler zum deutschen Meister der Herren Alba Berlin, der ihn zunächst jedoch nur bei seinem Kooperationspartner TuS Lichterfelde einsetzte, der zuvor auf den erreichten Aufstieg in die höchste Spielklasse verzichtet hatte. In den ersten beiden Jahren spielte Grünheid beinahe ausschließlich bei Lichterfelde in der zweiten Liga. In der Basketball-Bundesliga 2001/02 hatte er mit Doppellizenz seinen ersten Kurzeinsatz von zwei Minuten in der höchsten Spielklasse unter Trainer Emir Mutapčić, der bis 2000 das Lichterfelder „Farmteam“ trainiert hatte, im Spiel gegen StadtSport Braunschweig. In der folgenden Saison 2002/2003 gehörte Grünheid in 24 Einsätzen mit mehr als fünf Minuten Einsatzzeit pro Spiel bereits zur festen Rotation der eingesetzten Spieler beim Titelverteidiger, der sein Double erneut verteidigen konnte.
Bei der Sommer-Universiade 2003 in Daegu (Südkorea) zog sich Grünheid einen Kreuzbandriss im linken Knie zu und fiel infolgedessen fast ein Jahr aus. Nach nur zwei Saisoneinsätzen in der Saison 2003/04 kam er in der Saison 2004/05 wieder auf seine früheren Einsatzzeiten aus der Saison 2002/03. Der frühere Serienmeister Alba war jedoch als Hauptrundenerster jeweils im Play-off-Halbfinale ausgeschieden und da man auch international stagnierte, verließ Trainer Mutapčić am Saisonende den Verein. Bei dem folgenden personellen Umbruch wechselte auch Grünheid im Sommer 2005 zum Rivalen und Pokalsieger RheinEnergie aus Köln, bei dem der ebenfalls aus dem ehemaligen Jugoslawien stammende serbische frühere Weltmeister und ehemalige Alba-Spieler Saša Obradović seine erste Trainerstelle übernommen hatte. Bei den Kölnern konnte Grünheid seine Einsatzzeit pro Spiel verdreifachen und war mitbeteiligt am ersten Meistertitel der Domstädter seit dem Aufstieg 2001, als man als Hauptrundendritter in der Endspielserie um die deutsche Meisterschaft den Hauptrundenersten Alba aus der Hauptstadt überraschend bezwang. Während die Kölner international in der EuroLeague 2006/07 nach nur zwei Siegen in 14 Vorrundenspielen frühzeitig ausschieden, reichte es im Frühjahr 2007 zum zweiten Pokalsieg des Vereins nach 2005. Als Titelverteidiger der Meisterschaft verlor man jedoch etwas überraschend bereits im Play-off-Halbfinale beim Hauptrundenachten Artland Dragons.
Als Folge seiner verbesserten Leistungen wurde Grünheid ab 2006 auch in die Herren-A-Nationalmannschaft berufen, mit der er unter Bundestrainer Dirk Bauermann an der Weltmeisterschaft 2006 in Japan teilnahm. Der auf der gleichen Position wie der deutsche NBA-„Star“ Dirk Nowitzki, der damals nur knapp seine erste Meisterschaft in der am höchsten dotierten Profiliga verpasst hatte, spielende Grünheid wurde in sechs von neun Spielen eingesetzt (insgesamt 56 Minuten) und machte im Turnier insgesamt zwölf Punkte. Bei der WM verlor Deutschland in der Vorrunde nur gegen den späteren Turniersieger Spanien und erreichte nach einem knappen Achtelfinalerfolg über Nigeria das Viertelfinale. Dort verlor man gegen die mit NBA-Profis besetzte Auswahl der Vereinigten Staaten und schloss das Turnier mit zwei Niederlagen in Platzierungsspielen auf dem achten Platz ab. Bei der folgenden EM-Endrunde 2007 im Lande des neuen Weltmeisters Spanien war Grünheid erneut im Kader vertreten, als Deutschland nach zwei Auftaktsiegen dreimal verlor und erst im letzten Zwischenrundenspiel mit einem Sieg über Italien den Einzug ins Viertelfinale sicherstellte. Nach einer deutlichen Niederlage gegen den Weltmeister und Gastgeber reichte es diesmal mit zwei Siegen in den Platzierungsspielen zum fünften Platz, der zur Teilnahme an einem weiteren Qualifikationsturnier für das olympische Basketballturnier 2008 berechtigte. Grünheid kam jedoch kaum zum Zuge und wurde nur in vier Spielen der EM-Endrunde eingesetzt; längere Einsatzzeit bekam er nur beim Spiel gegen Slowenien, als die Stammkräfte der Auswahl auf ganzer Linie enttäuschten und die Mannschaft eine Niederlage mit 30 Punkten Differenz kassierte. Beim Basketball-Supercup 2008 bestritt Grünheid seine letzten Einsätze in der Nationalmannschaft und wurde für die Olympiaqualifikation nicht mehr berufen, so dass er schließlich auch die eigentliche Teilnahme an den Olympischen Spielen verpasste.
Bereits vor der EM-Endrunde hatte Grünheid im Sommer 2007 einen Vertrag bei den Hanzevast Capitals aus Groningen unterschrieben. Neben dem Meister EiffelTowers Den Bosch war der Verein die einzige weitere niederländische Mannschaft, die am zweitbedeutendsten europäischen Vereinswettbewerb ULEB Cup 2007/08 teilnahm. Nach nur zwei Siegen in zehn Vorrundenspielen, in denen Grünheid mit durchschnittlich zweistelliger Punktausbeute zu den Leistungsträgern zählte, schied man aber ebenso vorzeitig aus dem Wettbewerb aus wie der Meister. In der Meisterschaft schied die Mannschaft erneut im Play-off-Viertelfinale aus, worauf Grünheid nach dem Sommer 2008 ins Rheinland zu den mittlerweile als 99ers firmierenden Kölnern zurückkehrte, die noch zu Jahresanfang illiquide und beinahe insolvent gegangen waren. Nach 13 Einsätzen in der Saison 2008/09 wechselte Grünheid angesichts der weiter unklaren finanziellen Situation der Kölner, die im folgenden Sommer letztlich insolvent gingen, noch vor dem Jahreswechsel erneut ins Ausland und spielte in der griechischen Hauptstadt Athen für Egaleo AO in der A1 Ethniki. Nach drei Spielzeiten in der höchsten griechischen Spielklasse verpasste die Mannschaft jedoch zum Saisonende 2009 den erneuten Klassenerhalt, als man im direkten Vergleich Aufsteiger Trikala unterlegen war, und der Verein musste absteigen. In den folgenden beiden Jahren spielte Grünheid in der Nähe seiner Heimatstadt in Weißenfels beim Mitteldeutschen BC, der als Aufsteiger 2009 die Rückkehr in die höchste deutsche Spielklasse erreicht hatte. Nach einem sehr guten zehnten Platz mit positiver Saisonbilanz in der Saison 2009/10 unter Trainer Björn Harmsen reichte es in der darauffolgenden Saison 2010/11 nur noch zu acht Saisonsiegen, so dass man als Vorletzter wieder abstieg. Grünheid, der mit einer Einsatzzeit von mehr als 20 Minuten pro Spiel zu den Stützen der Mannschaft gehört hatte, wechselte nach dem Abstieg erneut den Verein.
Von 2011 bis 2015 spielte Grünheid bei den Dragons aus der Samtgemeinde Artland. Die Quakenbrücker waren an sich in diesen Jahren ständiger Play-off-Teilnehmer, also unter den besten acht Mannschaften nach der Hauptrunde platziert, sowie Teilnehmer am ULEB Eurocup, in dem man jedoch immer frühzeitig ausschied. Nur in der ersten Saison war man nur für die EuroChallenge 2011/12 qualifiziert, in der man mit einer starken Bilanz von zehn Siegen in zwölf Gruppenspielen in das K.-o.-System im Viertelfinale einzog. Im Viertelfinale unterlag man jedoch zweimal dem späteren Titelgewinner und türkischen Triple-Gewinner Beşiktaş Milangaz. In der nationalen Meisterschaft war die beste Platzierung ein vierter Hauptrundenplatz in der Saison 2011/12 sowie die zweimalige Play-off-Halbfinalteilnahme 2012 und 2014. Nachdem man in den Play-offs der Saison 2013/14 Titelverteidiger Brose Baskets, der die Meisterschaft zuvor viermal in Folge gewonnen hatte, entthront hatte, reichte es jedoch im Halbfinale nur zu einem Sieg in vier Spielen gegen Pokalsieger Alba Berlin. Obwohl die Mannschaft zur folgenden Saison 2014/15 weitgehend zusammenblieb, geriet diese zu einer Enttäuschung, als man unter Trainer Tyron McCoy auf dem elften Platz erstmals nach fünf Jahren den Einzug in die Play-offs verpasste. Nachdem sich Mäzen Günter Kollmann im Anschluss zurückgezogen hatte, wurde der professionelle Spielbetrieb in Quakenbrück beinahe eingestellt und erst unter veränderter Organisation in der dritthöchsten Spielklasse ProB fortgeführt.
Zur Saison 2015/16 kehrte Grünheid daher in seine Heimatstadt Jena zurück, wo die als Science City firmierende professionelle Mannschaft in der zweithöchsten Spielklasse ProA erneut von Björn Harmsen trainiert wird. Harmsen trainierte die Jenenser bereits in der Erstliga-Saison 2007/08, als Grünheid in den Niederlanden spielte, und war auch Trainer von Grünheid beim MBC zwischen 2009 und 2011. Gemeinsam mit Grünheids ehemaligem Kölner Mannschaftskameraden Immanuel McElroy strebte man die Rückkehr der Thüringer in die höchste deutsche Spielklasse an und erreichte dieses Ziel als Meister der ProA. Knapp zwei Wochen nach dem Abschluss der Saison 2015/16 gab Grünheid dann das Ende seiner Spielerlaufbahn bekannt.

## Auszeichnungen und Erfolge
- 2002: Deutscher Meister und Pokalsieger mit Alba Berlin
- 2003: Deutscher Meister und Pokalsieger mit Alba Berlin
- 2006: Deutscher Meister mit RheinEnergie Köln
- 2007: Deutscher Pokalsieger mit RheinEnergie Köln
- 2016: Meister der 2. Bundesliga ProA mit Science City Jena